# Гарет Едвардс
Гарет Джеймс Едвардс (англ. Gareth James Edwards; нар.13 липня 1975) — британський художник візуальних ефектів, сценарист, режисер, оператор, художник-постановник і кінопродюсер. Отримав широке визнання з виходом незалежного фільму «Монстри» (2010), в якому він виступав як сценарист, режисер, оператор і художник візуальних ефектів.

## Біографія

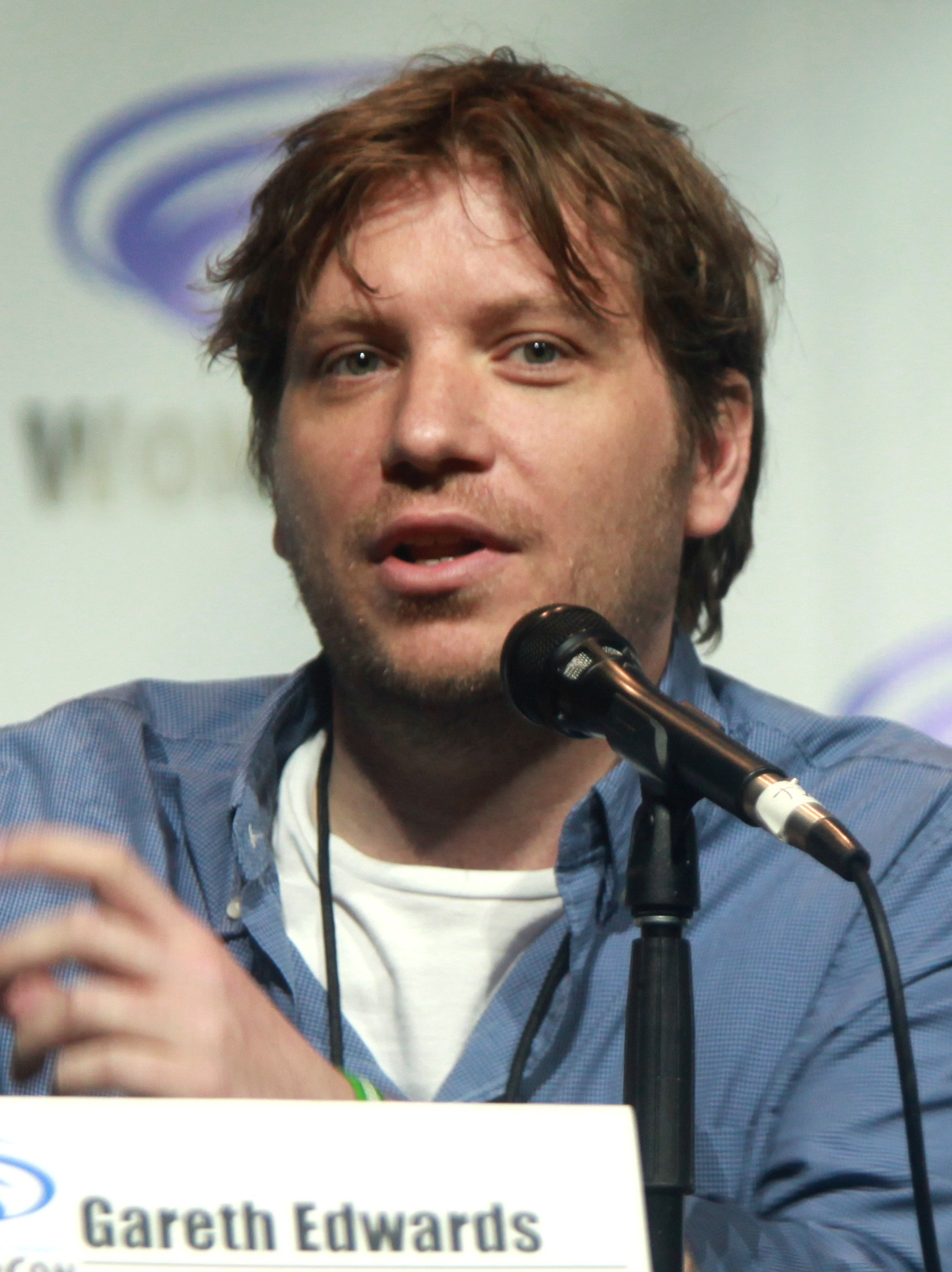
Едвардс на WonderCon 2014

Гарет Едвардс народився 13 липня 1975 року в Нанітоні, графство Ворикшир. Має валлійське походження. Відвідував Higham Lane School, а потім Північно Ворвікширський коледж (нині NWSLC) на кафедрі аудіо- та візуальних технологій. З дитинства хотів знімати власні фільми, заявляючи: «Зоряні війни – це причина, чому я хотів стати режисером». Едвардс вивчав кіно і відео в Суррейському інституті мистецтва і дизайну в Фарнемі, який закінчив у 1996 році. У 2012 році отримав звання почесного магістра мистецтв UCA. Почав свою діяльність у сфері візуальних ефектів, створюючи цифрові ефекти для шоу, таких як Nova, Perfect Disaster і Heroes and Villains. У 2008 році брав участь у конкурсі Sci-Fi-London 48-hour Film Challenge, де потрібно було створити фільм за два дні за певними критеріями. Едвардс переміг у конкурсі з фільмом «Factory Farmed» і, отримавши перший досвід, згодом зрежесерував та написав сценарій для свого першого повнометражного фільму — «Монстрів». Також він особисто створив візуальні ефекти, використовуючи готове обладнання. Крім двох головних акторів, знімальна група складалася лише з п’яти осіб.
Після виходу фільму він дав інтерв'ю в Голлівуді  кільком студіям, включаючи Legendary Pictures. У січні 2011 року Едвардс отримав свій перший голлівудський фільм, ставши режисером перезавантаження «Годзілли» 2014 року від Warner Bros. і Legendary Pictures.
Едвардс зняв «Бунтар Один. Зоряні Війни. Історія» — перший окремий фільм кінофраншизи «Зоряні війн», написаний Крісом Вайцем і Тоні Гілроєм за оповіданням Джона Нолла та Гері Вітти з Фелісіті Джонс у головній ролі, і вийшов 16 грудня 2016 року.
У травні 2016 року покинув режесування фільму «Годзілла: Король монстрів», щоб працювати над невеликими проєктами.
У лютому 2020 року повідомлялося, що Едвардс буде режисером і сценаристом фільму Творець (робоча назва «True Love») разом із співпродюсером Rogue One Кірі Хартом, який буде продюсером проєкту. У фільмі знімається Джон Девід Вашингтон.

## Фільмографія
| Рік  | Назва                              | Режисер | Сценарист | Продюсер | Візуальні ефекти | Примітки                                          |
| ---- | ---------------------------------- | ------- | --------- | -------- | ---------------- | ------------------------------------------------- |
| 2005 | Кінець світу                       | Так     | Так       | Ні       | Ні               | телефільм                                         |
| 2008 | Фермерський завод                  | Так     | Так       | Ні       | Так              | короткометражний фільм; також оператор і монтажер |
| 2010 | Монстри                            | Так     | Так       | Ні       | Так              | також оператор фотографії та художник-постановник |
| 2014 | Годзілла                           | Так     | Ні        | Ні       | Ні               |                                                   |
| 2016 | Бунтар Один. Зоряні Війни. Історія | Так     | Ні        | Ні       | Ні               | камео: «солдат-повстанець»                        |
| 2023 | Творець                            | Так     | Так       | Так      | Ні               |                                                   |
| 2025 | Світ Юрського періоду: Відродження | Так     | Ні        | Ні       | Ні               |                                                   |

### Інше
- У тіні місяця[en] (2007) — цифровий координатор
- Монстри 2: Темний континент (2014) — виконавчий продюсер
- Зоряні війни: Останні джедаї (2017) — камео

## Зовнішні посилання
- Gareth Edwards на сайті IMDb (англ.)
- Factory Farmed [Архівовано 23 грудня 2016 у Wayback Machine.], переможець кінофестивалю Sci-Fi-London 2008 48 Hour Film Challenge, на Dailymotion .
- Гарет Едвардс: Інді-режисер, Подивіться, як Гарет створив свій незалежний фільм за допомогою «про-літнього» обладнання.